# J. Alden Mason
John Alden Mason (* 1885 in Orland, Indiana; † 7. November 1967) war ein US-amerikanischer Archäologe, Anthropologe und Linguist.
Den Schwerpunkt seiner Forschungen bildeten verschiedene indigene Kulturen Nord-, Mittel und Südamerikas.
Mason wuchs in Philadelphia im Stadtteil Germantown auf. Seinen undergraduate degree erhielt er 1907 von der University of Pennsylvania und den Doktortitel 1911 von der University of California, Berkeley. Seine Dissertation ist eine ethnographische Untersuchung der Salinan, eines Indianerstammes in Kalifornien. Er war auch Autor von einer Anzahl von linguistischen Studien einschließlich einer Untersuchung der Pima-Sprachen. Seine spätere ethnographische Arbeit schloss auch Studien der Tepehuán (Mexiko) sowie die Sammlung von Zeugnissen der oralen Kultur der Arawak, der Afroamerikaner und aus der frühen spanischen Kolonialzeit in Puerto Rico ein.
Mason war von 1926 bis zu seinem Ausscheiden 1958 Kurator des Universitätsmuseums an der University of Pennsylvania.
1952 bereiste Mason Peru. Über das alte Peru schrieb er sein Hauptwerk: The Ancient Civilizations of Peru (deutsch unter dem Titel: Das alte Peru: Eine indianische Hochkultur.)
Seine Papiere werden von der American Philosophical Society in Philadelphia aufbewahrt.

## Werke
- The ethnology of the Salinan Indians. Berkeley, The University Press, 1912 (University of California Publ. in: American Archaeology & Ethnology. 10/4; S. 97–240; plts. 21–37).
- The Ancient Civilizations of Peru. Harmondsworth u. a.: Penguin Books, 1957
  - Deutsch unter dem Titel: Das alte Peru. Eine indianische Hochkultur. Von Ferdinand Anton durchges. Übertr. aus d. Engl. von Hannes W. A. Schoeller, Magnus-Kulturgeschichte. Essen: Magnus-Verlag 1975 (zuerst 1965 in Kindlers Kulturgeschichte)
- Notes on the Indians of the Great Slave Lake area. New Haven: Yale University Press [u. a.], 1946 (Yale University Publications in anthropology 34)
- mit George Agogino: The Ceremonialism of The Tepecan. Eastern New Mexico Univ. 1972